# Aphonoides medvedevi
Aphonoides medvedevi är en insektsart som beskrevs av Andrej Vasiljevitj Gorochov 1985. Aphonoides medvedevi ingår i släktet Aphonoides och familjen syrsor.

## Underarter
Arten delas in i följande underarter:
- A. m. medvedevi
- A. m. alius